# ヒゲとボイン (アルバム)
『ヒゲとボイン』は、日本のロックバンドであるUNICORNの7枚目のオリジナル・アルバム。フルアルバムとしては通算5枚目となる。
1991年9月30日にソニー・ミュージックレコーズからリリースされた。前作『ハヴァナイスデー』（1990年）よりおよそ9か月ぶりにリリースされた作品であり、作詞・作曲はメンバー全員が行っている。プロデュースはバンド自身が担当している。
レコーディングは日本国内で行われ、一部の曲は野外でレコーディングされ焚火の音や雨の音が収録されている。また堀内一史は同時進行でソロ・アルバムを制作していたため本作にはあまり参加していない。アルバムタイトルは小島功の漫画『ヒゲとボイン』（1974年 - 2011年）から拝借され、ブラス・ロックやエスニック・ミュージック、ハードロックやフュージョンなど様々なジャンルの楽曲が収録されている。
本作以前にリリースされたシングル「ブルース」は未収録となり、後に「ヒゲとボイン」がリカットとしてリリースされた。本作はオリコンアルバムチャートにおいて最高位第2位となり、売り上げ枚数は20万枚を超えたため日本レコード協会からゴールド認定を受けた他、過去のUNICORNの公式サイトにおいて本作が最高傑作であると紹介された。

## 背景
4枚目のアルバム『ケダモノの嵐』（1990年）リリース後、3か月連続アルバムリリースの名目で完全生産限定盤のミニ・アルバム『おどる亀ヤプシ』（1990年）および通常盤としてミニ・アルバム『ハヴァナイスデー』（1990年）をリリースした。同年には「UNICORN 1990 "嵐のケダモノ" TOUR」と題したコンサートツアーを10月25日の戸田市文化会館公演からツアーファイナルとなった1991年3月14日の北海道厚生年金会館公演まで50都市全66公演を実施した。6月21日にはシングル「ブルース」をリリース。
『ケダモノの嵐』のレコーディング時に、メンバーである堀内一史はアルバム制作のために新曲を9曲制作、その中から4、5曲に絞って選定していた。しかし提出した曲の大半が採用されず、それを見かねたディレクターである河合誠一マイケルの提案により、堀内はソロ・アルバムを制作することとなった。またソロ作品制作の動機として、「ユニコーンで『ペケペケ』を歌っている自分は自分じゃない」というフラストレーションも含まれていた。ソロ作品のレコーディングは本作のレコーディングと同時進行で行われ、8月21日にアルバム『MUSÉE』（1991年）としてリリースされた。同作はプロデューサーとしてムーンライダーズのメンバー全員と高橋幸宏が参加、10ccやXTCの影響を受けたポップな作品となり、収録曲である「薔薇も科学も知らない快楽」がデヴィッド・シルヴィアン風の音楽性を持つことから、UNICORNが目指していた60年代から70年代のバンド音楽ではなく80年代のバンド音楽を志向する作品となった。プロデュースを担当した鈴木慶一は同作を絶賛した。
同時期には文芸・音楽誌『月刊カドカワ』1991年3月号誌上において架空の解散を特集した「ユニコーンよ永遠に!」が掲載された。この記事と堀内のソロデビューによってファンの間で解散説が出始めたことに対して、堀内は解散を題材としたお遊びの雑誌企画が出たことから「解散はないでしょう」と述べていた。この件に関して、音楽誌『別冊宝島724 音楽誌が書かないJポップ批評22 ユニコーン&奥田民生の摩訶不思議』においてライターの川口瑞夫は、『月刊カドカワ』記事中のメンバー座談会において2年後にバンドを脱退することとなる西川幸一だけが参加していないこと、記事中で述べられている解散に関する発言が実際の解散後のインタビューと大差がないことを指摘、「単なる偶然とは思えない」と述べている。

## 録音
本作のレコーディングは1991年6月以降にサウンド・インおよびスタジオ・テイクワン、東急FUN、アバコ・スタジオ、河口湖スタジオ、リトルバッハ・小淵沢と多岐に亘って行われた。
サウンドインスタジオでのレコーディング時に、メンバーは当時サバイバルゲームに凝っていたため全員が迷彩服を着用してレコーディングを行った。阿部義晴はサバイバルゲームの装備品を15万円分購入しており、マネージャーの原田公一はアメリカン・エキスプレスの利用明細書を見て落胆していたという。この時点で完成していた曲は7曲であったが、手島いさむはミリタリー・ショップへ行くために外出、また奥田民生は雑誌取材の時間になっても現れず、阿部が一人で黙々とレコーディング作業を行っている状態であった。
本作では野外レコーディングが行われ、曲によっては焚火の弾ける音や雨の音などが収録されている。野外レコーディングの発想は当時メンバーが凝っていたサバイバルゲームが切っ掛けとなっており、これに対して堀内は「手際よくできた」、阿部は「すべての流れを円滑にするためのもの」、手島は「ライフワークになると思いました」とそれぞれ述べている。
本作のレコーディングにおいて同時進行でソロ作品を制作していたために堀内はあまり参加しておらず、また他のメンバーも個人作業が増加したことから共同作業の時間が減少しており、この状況に対して阿部は音楽誌『ROCKIN'ON JAPAN』1991年10月号において「このままの状態だったら続かないんじゃないかと思ってます。バンドがじゃなくて僕が」と告白し、奥田と阿部の間で意見が対立した場合に他のメンバーが無条件で奥田を支持することで自分の立場がないと阿部は述べている。メンバー各自の音楽的主張が強まっていたことに対して、プロデューサー的な役割を担っていた阿部は取りまとめに苦慮するようになり、ストレスによって失調をきたしメンタル面のケアのため暫し休養を取ることとなった。また、阿部だけが広島県出身ではなく、他メンバーとの溝が深まっていたことも同インタビューにて述べている。

## 音楽性とアルバムタイトル
本作のタイトルは男性漫画雑誌『ビッグコミックオリジナル』にて連載された小島功の漫画『ヒゲとボイン』（1974年 - 2011年）から拝借された。その理由は、レコード大賞にて授与された盾に奥田が落書きしたところ、それが小島の描く漫画に似ていたためであった。音楽誌『ARENA37℃』1991年11月号にてライターの藤野洋子は、表題曲の「ヒゲとボイン」は2枚目のアルバム『PANIC ATTACK』（1988年）収録曲である「HEY MAN!」の内容を彷彿させると指摘したほか、歌詞に関しては、在日外国人や老齢化社会、同性愛者の失恋や崩壊寸前の家庭、都市開発によるしわ寄せなど「かなりヘヴィーなモチーフを取り上げている」と指摘している。また音数が少ないことも指摘し、それを受けた堀内は「バンドの技術も上がってきて、聞いていても気持ちよさそうだったから」と述べ、阿部は「たくさん入れるのが好きじゃなくなった」と述べたが、手島は「そんなことないハズですが」と否定している。
音楽誌『別冊宝島724 音楽誌が書かないJポップ批評22 ユニコーン&奥田民生の摩訶不思議』においてライターの川口瑞夫は、同時進行で制作された堀内のソロ作品があったために堀内の存在感が薄いアルバムであると指摘、収録曲の「家」に関しては4枚目のアルバム『ケダモノの嵐』収録曲の「いかんともしがたい男」と類似したサウンド・コンセプトでありながら、「いかんともしがたい男」では堀内による浮遊感のあるベースが特徴的であったが「家」では奥田の個性のみが際立ちバンドとしてのアンサンブルが感じられず面白さが後退していると指摘した。また川口は同曲のみならず全体的にバンドとしてのアンサンブルが減少しており、ソロ作品の寄せ集めのような印象を受けるとも述べ、その理由は個人作業の時間が増加したことで共同作業が減少したことが如実にサウンド面に反映されていると述べている。さらに、コメディ風の曲が減少したことによってアルバム全体の印象が地味になっているとも述べている。しかし川口は本作がビートルズにおける『ホワイト・アルバム』（1968年）と同様であると述べ、15周年記念のベスト・アルバム『ULTRA SUPER GOLDEN WONDERFUL SPECIAL ABSOLUTE COMPLETE PERFECT SUPREME TERRIFIC ULTIMATE...』（2002年）リリース時に開設された公式サイトにおいて本作が最高峰であると紹介されていたと述べている。川口は「開店休業」「立秋」「フリージャズ」などが内省的な曲であると述べ、また「幸福」は「エキゾチック・フォーク調の家族崩壊ソング」、「風」「家」はのちの奥田のソロ作品に通ずる音楽性があると指摘、また本作では奥田と阿部の作品が分離している印象が強いと述べた上で、「ニッポンへ行くの巻」および「ヒゲとボイン」は例外的に両者の才能が共存している佳曲であると述べている。
また同誌にて音楽解説者の榊ひろとは、1曲目の「ターボ意味なし」がレニー・クラヴィッツ、最終曲である「ヒゲとボイン」がジェフ・リン (ELO)からそれぞれインスパイアされており、この2曲をブックエンド形式で配置していると述べている。さらに「黒い炎」はブラス・ロック、「幸福」はエスニック風味のアコースティック曲、「ザ・マン・アイ・ラブ」はシャッフルビートのハードロック、「立秋」は冒頭はアコースティック・ギターの弾き語りだがその後フュージョン的な展開となることを指摘、終盤は奥田制作曲が占めていることから本作がUNICORNにとってビートルズにおける『アビイ・ロード』（1969年）であったと推測している。

## 楽曲

### SIDE A
1. 「ターボ意味無し」
シンセサイザー・ソロにおいてローランド製の3次元音響処理エフェクターである「Roland Sound Space」を使用、またボーカルには逆エコーが掛けられている[9]。音楽誌『別冊宝島724 音楽誌が書かないJポップ批評22 ユニコーン&奥田民生の摩訶不思議』においてライターの市川誠は、本曲を「太いギターが唸る、ルーズでヘヴィなロック・ナンバー」であると表現し、「微妙なズレで聴こえるもうひとつのヴォーカルがもどかしい」と述べている[19]。奥田ソロでのコンセプト・アルバム『CAR SONGS OF THE YEARS』（2001年）において、アコースティック・ギターの弾き語りスタイルのアレンジでセルフカバーしている[19]。トリビュート・アルバム『ユニコーン・トリビュート』（2007年）においてDOPING PANDAによるカバーが収録されている[20][21][22]。
2. 「黒い炎」
生のブラスセクションを大きく導入した楽曲。ブラスアレンジは阿部が担当している。また、レコーディング時に西川が怪我をしていたため、ドラムは奥田が担当している[9]。ディレクターの河合誠一マイケルは、ソロ・アルバム『MUSÉE』による堀内のイメージを一新させるワイルドな仕上がりの曲であると述べている[23]。音楽誌『別冊宝島724 音楽誌が書かないJポップ批評22 ユニコーン&奥田民生の摩訶不思議』においてライターの普天間伊織は、本曲を「ブラスが吠え、EBIも吠える歌謡ロック」であると述べ、老齢のプレイボーイの哀愁を表現した歌詞は3枚目のアルバム『服部』（1989年）の収録曲「服部」のその後ではないかと推測、奥田が叩くドラムが聴きどころであると述べている[19]。
3. 「ニッポンへ行くの巻」
冒頭に香港映画の音声を挿入したほか、曲中の音質が変化する箇所では一度録音したドラム音をさらにラジオカセットレコーダーで再録音したものを使用している[9]。次曲「開店休業」と繋がったトラック仕様のため、アウトロが途中で切れる。シングル曲ではないがPVが制作されており、歌詞にあわせ外国人に扮したメンバーが日本を訪れるという内容になっている。撮影は映画『風と共に去りぬ』（1939年）で使用されたロサンゼルスにあるセルズニック・スタジオにて行われた[24]。音楽誌『別冊宝島724 音楽誌が書かないJポップ批評22 ユニコーン&奥田民生の摩訶不思議』においてライターの川口瑞夫は、本曲を「後期ユニコーン・サウンドを語る上で欠かせない名曲」であると主張し、外国人から見た日本というコンセプトはアルバム『はらいそ』（1978年）をリリースした頃の細野晴臣による「チャンキー・ミュージック」に通ずる内容であると述べている[19]。また同誌ではトーキング・ヘッズに通ずるサウンドであるとも述べられており、川口は「味わい深いギターの音色など、録音・ミックスダウンが秀逸で、全体に漂う淡いエコー感と、その手前で浮き上がるような定位するドラムやボーカルのバランスもすばらしい」と称賛している[19]。ベスト・アルバム『ULTRA SUPER GOLDEN...』（2002年）では、アウトロが早めにフェードアウトされている。『ユニコーン・トリビュート』においてGRAPEVINEによるカバーが収録されている[20][21][22]。
4. 「開店休業」
本作収録曲の中で初めて屋外で録音された曲であり、鳥の声や風の音などを意図的に録音している[9]。前述のように「ニッポンへ行くの巻」のアウトロ残り部分から始まっているが再結成後にリリースされたベスト・アルバムでは繋がりがなくなっている。ドラムパートが途中から始まるのは阿部がデモテープのドラムトラックを誤って途中まで消去してしまったためである。コンサートツアー「UNICORN WINTER TOUR 1991-1992 "THE WAR without STAGE MANAGER/舞監なき戦い"」の最終公演で最後に演奏された。音楽誌『別冊宝島724 音楽誌が書かないJポップ批評22 ユニコーン&奥田民生の摩訶不思議』においてお笑いコンビであるダイノジの大谷伸彦は、本曲を「アベB渾身の名曲」であると主張し、「この曲に感じる心に穴が開いたような虚無感は、ユニコーンがバカな事を繰り返しつつ本質的にシリアスだったことを表している」と述べたほか、当時のコンサートツアーにおいて最後に演奏されていたと述べている[19]。阿部によるセルフカバーがソロ・アルバム『風花雪月』（1998年）に収録されているほか、『ユニコーン・トリビュート』においてフジファブリックによるカバーが収録されている[20][21][22]。
5. 「幸福」
手島が初めてメインボーカルをとった曲。ボーカルパートは真夜中に住宅街の屋上で録音された。リズムは仙波清彦がシタールを演奏、またビルの階段で録音していたために警備員から注意されたという[9]。音楽誌『別冊宝島724 音楽誌が書かないJポップ批評22 ユニコーン&奥田民生の摩訶不思議』において市川は、「パパがママを殴った」という一説が強力であると主張し、『ケダモノの嵐』収録曲の「エレジー」や『ハヴァナイスデー』収録曲の「鼻から牛乳」など、ドメスティックバイオレンスやストーカーという言葉がまだ一般化されていない時代にそれを題材とした曲を制作していたことから、「プチ社会派だったのかも」と述べている[19]。
6. 「看護婦ロック」
タイトルはエルヴィス・プレスリーの「監獄ロック」（1957年）のパロディー[19]。ベースは堀内ではなく渡辺等によるウッドベースとなっている[9]。導入部のギターソロは阿部が奥田の高価なギターを借用し弾いている。ライブにおいてはコスプレした阿部による寸劇付きで演奏されたほか、その後「患者ロック」や「忍者ロック」などマイナー・チェンジされた楽曲が制作されることとなった[19]。2014年に行われたコンサートツアー「ユニコーンツアー2014イーガジャケジョロ」ではEBIがボーカル、奥田がウッドベース、ABEDONがブルースハープという編成で披露された。

### SIDE B
1. 「立秋」
本曲には人に飼われ始めた犬による親元を離れた悲しい叫び声と雨の音を入れたと阿部は述べている[9]。当初はボーカル担当として阿部と堀内も挑戦したが没となった[9]。奥田は長く伸ばして歌う箇所で息が続かずレコーディング後に毎回倒れていたと述べたほか、パンチインで繋げてごまかしたと述べている[9]。手島のギターパートはベースのチューニングを無理やり上げたうえで、思い切り歪ませて弾いたものが採用されている。音楽誌『別冊宝島724 音楽誌が書かないJポップ批評22 ユニコーン&奥田民生の摩訶不思議』においてライターの堀越葉子は、本曲を「唱歌風メロディから始まり、ピアノとともに清々しく展開。やがて、遠くから聴こえてくる打楽器の音が、ブラジルへと誘う」と表現し、阿部が本領を発揮し始めた楽曲であると述べている[19]。
2. 「ザ・マン・アイ・ラヴ」
当初のリズム録りでは上手くいかず、やけになって乱暴に演奏したところ上手くいったためそのテイクが採用されている[9]。西川は「ヤマタノオロチを演ろう」と言い出し、メーカーも別々のタムを8個並べて叩いたと述べている[9]。音楽誌『別冊宝島724 音楽誌が書かないJポップ批評22 ユニコーン&奥田民生の摩訶不思議』において大谷は、本曲を「西川君の趣味全開のシンプルなロック・ナンバー」であると主張し、西川のルーツであるザ・フーやフェイセズのような荒々しいドラムプレイであったと述べ、また後に西川が脱退したことによってUNICORNはバンドとしてのグルーヴ感を失ったと述べている[19]。
3. 「フリージャズ」
弦・管のオーケストラのアレンジは阿部が担当している。奥田は他の曲と音像が異なるためにコマーシャルソングのようであると述べたほか、レコード再生時のノイズ音が焚火の音に変化するところがポイントであるとも述べている[9]。音楽誌『別冊宝島724 音楽誌が書かないJポップ批評22 ユニコーン&奥田民生の摩訶不思議』においてライターの石井恒は、本曲を「管楽器と弦だけのバックによる短い曲で、恋人と住んだ部屋から一人で去るしみじみとした思いを歌う」と述べているが、歌詞中の「秘密のビデオ」が阿部らしい言葉であると主張した上で、「ゲイのカップルの歌に聴こえてしまう」と述べている[19]。
4. 「風」
焚火を囲みながら、横で犬役の人物がカップラーメンを食べる様を見ながらレコーディングが行われた[9]。焚火は河口湖スタジオのエントランスで行われ、レコーディングは一発録りとなった[24]。しかしドラムの音が大きすぎることからドラムセットの周りをスポンジで覆うこととなり、そのスポンジにつまずいたために西川は肘の骨にヒビが入る怪我を負うこととなった[9]。音楽誌『別冊宝島724 音楽誌が書かないJポップ批評22 ユニコーン&奥田民生の摩訶不思議』においてライターの榊ひろとは、本曲を「他メンバーの作品が6曲並んだ中盤から一転して、“奥田メドレー”とも言うべき展開を見せるアルバム終盤部のオープニングを飾る小品」であると主張し、イントロのアコースティック・ギターはビートルズの「ブラックバード」（1968年）、ハーモニーは「トゥ・オブ・アス」（1970年）を彷彿させ、後期ビートルズのフォーク/トラッド趣味の影響ではないかと推測している[19]。また、自然音のSEをバックに次曲に繋げている点がアルバム『アビイ・ロード』（1969年）を彷彿させると述べている[19]。
5. 「家」
曲中のセミの声は実際に録音したものにSEを足している[9]。また、演奏が変化した後のセミの声は逆回転したものになっている[9]。音楽誌『別冊宝島724 音楽誌が書かないJポップ批評22 ユニコーン&奥田民生の摩訶不思議』において榊は、本曲を「『風』に続いてアコギ弾き語りでスタートし、ストリングスを含むフルなサウンドで盛り上げる」という曲であると主張し、ビートルズの「ア・デイ・イン・ザ・ライフ」（1967年）をバラード部分のみにしたような展開であると述べている[19]。2008年の奥田ソロのコンサートツアー「okuda tamio FANTASTIC TOUR 08」において演奏された。鈴木祥子のライブ・アルバム『I WAS THERE, I'M HERE』（2003年）に鈴木によるカバーが収録されている。
6. 「Oh,What a Beautiful Morning」
西川が怪我をしたために病院に行った際に老齢男性が中庭で遊んでいる風景を見て作詞された[9]。ブラシの音を「Roland Sound Space」に掛けた音が採用されているほか、コーラス隊の低音担当の声が気に行った阿部は、「う?」とだけ言わせた音声を採用した[9]。音楽誌『別冊宝島724 音楽誌が書かないJポップ批評22 ユニコーン&奥田民生の摩訶不思議』において石井は、本曲を老人ホームの日常を題材としたカントリー・ミュージックでありジャズ風のアレンジであると主張、「途中で一瞬陽が翳るように挿入される、悲哀の滲んだ歌詞とメロディ、民生の劇的な歌の効果が見事」と述べている[25]。
7. 「風 II」
10曲目「風」の歌詞及び演奏テイクが異なるものであり、「風」と同様に河口湖スタジオのエントランスでレコーディングが行われた[26]。「風」が真夜中に録音されたのに対し本曲は早朝に録音され、小鳥やセミの鳴き声が収録されている[26]。寝起き状態であった奥田は自身によるギターもルー大池によるタンバリンも酷い状態でレコーディングされたと述べている[9]。音楽誌『別冊宝島724 音楽誌が書かないJポップ批評22 ユニコーン&奥田民生の摩訶不思議』において榊は、「風」のリプライズであることからビートルズの「ユー・ネヴァー・ギヴ・ミー・ユア・マネー」（1969年）を意識したのではないかと推測している[19]。
8. 「車も電話もないけれど」
「風」レコーディング時の事故で骨にヒビが入っていた西川は、そうとは知らずに本曲のレコーディングを行っていた[9]。アウトロでは段階的に音がフェイドアウトしていくが、西川はそれを「階段状フェイドアウト」と述べている[9]。当初は通常のフェイドアウトで終了する予定でレコーディングされたが、ミックスの段階で徐々に音を小さくするアイデアが提案され、実際に試したところメンバー全員が爆笑しそのまま採用されることとなった[26]。音楽誌『別冊宝島724 音楽誌が書かないJポップ批評22 ユニコーン&奥田民生の摩訶不思議』において大谷は、本曲を「大名曲」であると主張、『ケダモノの嵐』がバンドの到達点に達した作品であったためにバンドのポテンシャルが下がり気味であったと述べ、しかしその中で本曲が制作されたことに関して「こんな曲を生み出してしまう民生の才能に感謝。サビのメロディだけならユニコーン中トップクラス」であると述べている[19]。
9. 「ヒゲとボイン」
7枚目のシングル曲。詳細は「ヒゲとボイン」参照。

## リリース、プロモーション
本作は1991年9月30日にCBS・ソニーから、CD、CTの2形態でリリースされた。初回生産分はピクチャーレーベル仕様となっていた。本作に関するプロモーションとして、1991年10月18日放送のフジテレビ系音楽番組『G-STAGE』（1991年 - 1992年）および11月8日放送のテレビ朝日系音楽番組『ミュージックステーション』（1986年 - ）に出演しいずれも「ヒゲとボイン」を演奏、『ミュージックステーション』は初出演となった。また同年7月23日に放送されたフジテレビ系バラエティ番組『火曜スペシャル　ダウンタウンのごっつええ感じ2』（1991年 - 1997年）においてミニコーナーである「民生くんと阿部くん」に奥田と阿部が出演、同番組がレギュラー放送になってからも同コーナーは継続され、1992年4月19日から11月29日に掛けて「風」が毎回演奏された。
本作は1992年11月1日にMDにて再リリース、UNICORN解散後となる1995年12月13日には、ソニー・ミュージックレコーズから「ユニコーンの逆転満塁ホームランプライスシリーズ」として廉価版CDがリリースされた。また、2007年12月19日にはエスエムイーレコーズから紙ジャケット仕様CDとして再リリースされた。さらに2012年12月5日には9枚組CD+DVDのボックス・セット『UNICORN SME ERA - remasterd BOX』においてデジタル・リマスタリング盤が収録され、2017年12月6日にはデビュー30周年を記念して、ABEDONがリマスタリングを担当した工具箱風ボックス入りの15枚組CD-BOX『UC30 若返る勤労』に収録されて再リリースされた。

## ツアー
本作を受けたコンサートツアーは、「UNICORN WINTER TOUR 1991-1992 "THE WAR without STAGE MANAGER/舞監なき戦い"」と題して1991年10月22日の戸田市文化会館公演から1992年3月19日の新潟県民会館公演まで、52都市全77公演が行われた。
1991年11月9日の静岡市民文化会館公演では、1曲目に「ヒゲとボイン」が演奏された後に続けて「ザ・マン・アイ・ラヴ」が演奏された。2曲目が終了すると奥田は「今回は一番お金のかかっているセットです」とMCを行い、3ポターン用意されたステージのバックが次々と変化する仕掛けとなっていた。その後阿部によるピアノ弾き語りで「フリージャズ」が演奏された後に阿部のボーカルで「看護婦ロック」が演奏、堀内は「黒い炎」に続いてソロ曲である「薔薇も科学も知らない快楽」を演奏した。西川はヘルメットに袢纏、ニッカポッカという肉体労働者の出で立ちでパフォーマンスを行った。
1992年2月24日から2月29日に掛けては日本武道館にて5日間連続公演が行われ、本公演にて堀内は初めてベースを持たずにソロ曲である「真夏はBurn!」を演奏、西川は肉体労働者のコスチュームでドラムソロを行いながらストリート・パフォーマーのように床や他の設置物を叩き出しそれを奥田がマイクで音を拾いながら追いかけるというパフォーマンスが行われた。阿部は弾き語りで「立秋」を演奏、手島は弾き語りで「デーゲーム」を演奏した。アンコールでは阿部と手島によって「人生は上々だ（ディープ・パープル「ハイウェイ・スター～ライブ・イン・ジャパン）」バージョンが演奏され、ギターとボーカルによるバトルが披露された。その他にも阿部によるパフォーマンスが披露され、奥田による「吉川晃司のコーナーです」というMCの後には吉川のものまねを行い、20センチ程度もあるロンドンブーツを履くことやマイケル・ジャクソンのものまねも披露、これらのパフォーマンスは5日間の行程にランダムで組み込まれていた。また同ツアーの目玉として企画された「UNICORNメドレー」においては「Maybe Blue」「I'M A LOSER」「SUGAR BOY」が立て続けに演奏された。公演日によってはメドレーとしてJUN SKY WALKER(S)の「すてきな夜空」（1988年）、ARBの「R&R AIR MAIL」（1980年）、ポリスの「孤独のメッセージ」（1979年）、クイーンの「ストーン・コールド・クレイジー」などカバーによるメドレーが演奏された。アンコールでは一瞬で終わる「CSA」の超早バージョンが演奏されたほか、公演日によっては業界関係者に「CSA」と叫ばせることや、最終日にはCSアーティスツの社長にも「CSA」と叫ばせることとなった。

## 批評
| 専門評論家によるレビュー             | 専門評論家によるレビュー |
| レビュー・スコア                     | レビュー・スコア         |
| 出典                                 | 評価                     |
| ------------------------------------ | ------------------------ |
| CDジャーナル                         | 肯定的                   |
| 音楽誌が書かないJポップ批評22        | 肯定的                   |
| 別冊カドカワ 総力特集ユニコーン 2009 | 肯定的                   |

本作の音楽性に対する批評家たちからの反応は概ね肯定的なものとなっている。
音楽情報サイト『CDジャーナル』では、「フリージャズ」に収録されたレコード再生時のノイズ音に関して「計算されつくしてる」と指摘、それ以外にも「相変わらず突出してる」、「才能垂れ流し状態」と述べたほか、表題曲に関して「奥田民生独自の歌詞世界が展開されている」、アルバム全体に関しては「メンバー全員が作曲を担当した個性豊かな楽曲が並ぶ名盤」と述べ絶賛した。
音楽誌『別冊宝島724 音楽誌が書かないJポップ批評22 ユニコーン&奥田民生の摩訶不思議』において音楽解説者の榊ひろとは、奥田の制作曲が8曲となり約半分を担っている点や阿部の制作曲が4曲収録され増加している点を指摘、またソロアルバムをリリースしたばかりであった堀内および手島と西川の制作曲が各1曲であったことから「割り当て分」という雰囲気であると指摘した上で、1曲目と最終曲が奥田の制作曲で挟まれ「ある種の“かぎかっこ”で括られた状態」であるが「中身はもう何でもアリの無法地帯となっている」と表現した。榊は様々なジャンルの楽曲が収録されていることに関して「多彩なアイデアとメロディ・メーカーぶりを見せつけている」として肯定的に評価した。また同書にてライターの川口瑞夫は、当時阿部と他メンバーの間で確執が発生していたことによって本作が地味な印象になったと指摘した上で、阿部の制作曲の充実ぶりが目立つと述べ、「開店休業」「立秋」「フリージャズ」などを内省的な曲であるとして「完成度は阿部の新境地と呼べるほど」としたほか、奥田制作曲の「風」「家」が後の奥田ソロ作品に通ずると指摘、さらに本作では奥田作品と阿部作品の分離感が目立つと指摘した上で、「ニッポンへ行くの巻」「ヒゲとボイン」が例外的に両者の才能が共存していると主張した。
文芸雑誌『別冊カドカワ 総力特集ユニコーン 2009』において音楽評論家の平山雄一は、前作におけるニューヨークでのレコーディングで習得した「ユニコーン流ロック」の成果が歴然と表れていると述べた上で、「ダーボ意味なし」のギターや「開店休業」のドラムスの音に「貫禄が漂う」と表現、「幸福」はインドの打楽器であるタブラを駆使している点や、「立秋」は「超スタイリッシュ」であり「阿部が音楽アダルトな一面ものぞかせる」、「看護婦ロック」はライブを強く意識した構成であるとそれぞれ述べた上で、「バンド自身によるセルフ・プロデュースも板につき、ミックスにおける音の処理など細部に渡る“理想のユニコーン・サウンド”が実現」したとして肯定的に評価した。

## チャート成績
本作はオリコンチャートの10月14日付けアルバムチャートにて第1位となった徳永英明の『Revolution』に次いで初登場第2位を獲得、第3位は光GENJIの『VICTORY』となった。その後も10月21日付けのチャートでは第8位、10月28日付けのチャートでは第9位となった。最終的には最高位は第2位となり、登場週数13回で売り上げ枚数は30.8万枚となった。この売り上げ枚数はUNICORNのアルバム売上ランキングにおいて第3位となっている。また、2022年および2023年に実施されたねとらぼ調査隊によるUNICORNのアルバム人気ランキングではともに第6位となった。

## 収録曲

### CT
| 全編曲: UNICORN。 |                        |            |            |            |       |
| #                 | タイトル               | 作詞       | 作曲       | ボーカル   | 時間  |
| 1.                | 「ターボ意味無し」     | 奥田民生   | 奥田民生   | 奥田民生   | 4:25  |
| 2.                | 「黒い炎」             | 堀内一史   | 堀内一史   | 堀内一史   | 3:06  |
| 3.                | 「ニッポンへ行くの巻」 | 奥田民生   | 奥田民生   | 奥田民生   | 4:57  |
| 4.                | 「開店休業」           | 阿部義晴   | 阿部義晴   | 奥田民生   | 3:55  |
| 5.                | 「幸福」               | 手島いさむ | 手島いさむ | 手島いさむ | 4:47  |
| 6.                | 「看護婦ロック」       | 阿部義晴   | 阿部義晴   | 阿部義晴   | 4:18  |
| 合計時間:         | 合計時間:              | 合計時間:  | 合計時間:  | 合計時間:  | 25:28 |

| 全編曲: UNICORN。 |                                 |           |           |           |       |
| #                 | タイトル                        | 作詞      | 作曲      | ボーカル  | 時間  |
| 7.                | 「立秋」                        | 阿部義晴  | 阿部義晴  | 奥田民生  | 4:17  |
| 8.                | 「ザ・マン・アイ・ラヴ」        | 西川幸一  | 西川幸一  | 奥田民生  | 3:00  |
| 9.                | 「フリージャズ」                | 阿部義晴  | 阿部義晴  | 阿部義晴  | 1:58  |
| 10.               | 「風」                          | 奥田民生  | 奥田民生  | 奥田民生  | 0:37  |
| 11.               | 「家」                          | 奥田民生  | 奥田民生  | 奥田民生  | 4:43  |
| 12.               | 「Oh,What a Beautiful Morning」 | 西川幸一  | 奥田民生  | 奥田民生  | 3:38  |
| 13.               | 「風 II」                       | 奥田民生  | 奥田民生  | 奥田民生  | 0:37  |
| 14.               | 「車も電話もないけれど」        | 奥田民生  | 奥田民生  | 奥田民生  | 4:24  |
| 15.               | 「ヒゲとボイン」                | 奥田民生  | 奥田民生  | 奥田民生  | 4:40  |
| 合計時間:         | 合計時間:                       | 合計時間: | 合計時間: | 合計時間: | 27:54 |

- CDブックレットに記載されたクレジットを参照[44]。

### CD / MD
| 全編曲: UNICORN。 |                                 |            |            |            |       |
| #                 | タイトル                        | 作詞       | 作曲       | ボーカル   | 時間  |
| 1.                | 「ターボ意味無し」              | 奥田民生   | 奥田民生   | 奥田民生   | 4:25  |
| 2.                | 「黒い炎」                      | 堀内一史   | 堀内一史   | 堀内一史   | 3:06  |
| 3.                | 「ニッポンへ行くの巻」          | 奥田民生   | 奥田民生   | 奥田民生   | 4:57  |
| 4.                | 「開店休業」                    | 阿部義晴   | 阿部義晴   | 奥田民生   | 3:55  |
| 5.                | 「幸福」                        | 手島いさむ | 手島いさむ | 手島いさむ | 4:47  |
| 6.                | 「看護婦ロック」                | 阿部義晴   | 阿部義晴   | 阿部義晴   | 4:18  |
| 7.                | 「立秋」                        | 阿部義晴   | 阿部義晴   | 奥田民生   | 4:17  |
| 8.                | 「ザ・マン・アイ・ラヴ」        | 西川幸一   | 西川幸一   | 奥田民生   | 3:00  |
| 9.                | 「フリージャズ」                | 阿部義晴   | 阿部義晴   | 阿部義晴   | 1:58  |
| 10.               | 「風」                          | 奥田民生   | 奥田民生   | 奥田民生   | 0:37  |
| 11.               | 「家」                          | 奥田民生   | 奥田民生   | 奥田民生   | 4:43  |
| 12.               | 「Oh,What a Beautiful Morning」 | 西川幸一   | 奥田民生   | 奥田民生   | 3:38  |
| 13.               | 「風 II」                       | 奥田民生   | 奥田民生   | 奥田民生   | 0:37  |
| 14.               | 「車も電話もないけれど」        | 奥田民生   | 奥田民生   | 奥田民生   | 4:24  |
| 15.               | 「ヒゲとボイン」                | 奥田民生   | 奥田民生   | 奥田民生   | 4:40  |
| 合計時間:         | 合計時間:                       | 合計時間:  | 合計時間:  | 合計時間:  | 53:22 |

## スタッフ・クレジット
- CDブックレットに記載されたクレジットを参照[45]。

### UNICORN
- 西川幸一 – ドラムス、コーラス（12曲目）
- 手島いさむ – ギター、ボーカル（5曲目）、コーラス（12曲目）
- 奥田民生 – ボーカル、ギター、ドラムス（2, 15曲目）
- 堀内“ミュゼ”一史 – ベース、ボーカル（2曲目）
- 阿部義晴 – キーボード、ボーカル（6曲目）

### 参加ミュージシャン
- 笹路正徳ピー – 生ギター（10曲目）
- 渡辺等 – ウッドベース（6曲目）
- 仙波清彦 – パーカッション（3, 5曲目）
- 小林正弘 – トランペット（2曲目）
- 横山均 – トランペット（2曲目）
- 管坂雅彦 – トランペット（2曲目）
- 清岡太郎 – トロンボーン（2曲目）
- 岡田澄雄 – バストロンボーン（2曲目）
- 金城寛文 – サックス（2曲目）
- マイケル鼻血 – ボンゴ（2曲目）、タンバリン（10曲目）、コーラス（12曲目）
- 金子飛鳥ストリングス – 弦（9曲目）
- 南浩之 – 金管（9曲目）
- 丸山勉 – 金管（9曲目）
- 岡本正之 – 木管（9曲目）
- 石橋雅一 – 木管（9曲目）
- 渡辺尚洋 – 木管（9曲目）
- 山内隆義 – 針音（9曲目）
- 高橋 "レイラ" 英樹 – 小犬の嗚咽（7曲目）
- ルー大池 – 焚火（10曲目）、タンバリン（13曲目）
- ミュージックランド – 焚火（10曲目）
- ザ・ブレッスン・フォー – コーラス（12曲目）
- Jメン – コーラス（12曲目）

### 録音スタッフ
- マイケル鼻血 – 座長
- ルー大池 – コメディアン
- 森山恭行 – スピーカー際の魔術師
- 山内隆義（サウンド・イン） – 未来のスピーカー際の魔術師
- 岸田充善（サウンド・イン） – 未来のスピーカー際の魔術師
- 村田康治（スタジオ・テイクワン） – 未来のスピーカー際の魔術師
- 平木秀章（スタジオ・テイクワン） – 未来のスピーカー際の魔術師
- 福島芳樹（東急FUN） – 未来のスピーカー際の魔術師
- 金井光晴（アバコ・スタジオ） – 未来のスピーカー際の魔術師
- 松浦亮（河口湖スタジオ） – 未来のスピーカー際の魔術師
- 河合俊治（リトルバッハ・小淵沢） – 未来のスピーカー際の魔術師
- 中里正男（音響ハウス） – CD仕上げ師
- 田中三一（ソニー・ミュージック信濃町スタジオ） – CD仕上げ師

### 広報スタッフ
- ナベ純 – レコード会社の部長
- 若松っちゃん（若松宗雄） – 事務所の社長
- ヘーちゃん（平郡泰典） – 事務所の怪しい業務
- 原田公一 – 原田マネ
- 鈴木銀二郎 – ギンちゃん
- 内田久喜 (SME) – 広告主
- 中田研一 (CSA) – 広告主
- ジェイメン – Gメン
- ヒョイメン – おひょいさん
- ジョー – 下手人
- 高村宏（ミュージクランド） – フィールド及びソルジャー手配師

### 美術スタッフ
- 小島功 – 漫画家
- 野本卓司（アートディレクション、デザイン） – デーゲーマン
- 浦野由紀恵（デザイン） – デーゲーウーマン
- 角田純男 – イラストレーション
- 小暮徹（写真） – 今週の指圧師
- 佐野美由紀 – 具合が良さそうなスタイリスト
- 野口幸宏 – 竹を割ったようなヘアメイク
- 三木孝浩 – パッケージ段取り野郎

### その他スタッフ
- 星野楽器（TAMA、アイバニーズ） – スペシャル・サンクス
- サイコムジャパンのはしのさん（ローランド RSS） – スペシャル・サンクス
- 日本各地のイベンター諸君 – スペシャル・サンクス
- 橋本ピアノ – スペシャル・サンクス
- 三響社 – スペシャル・サンクス
- SAN MUSICAL SERVICE – スペシャル・サンクス
- 小学館ビッグコミックオリジナル – スペシャル・サンクス

## チャート、認定
| チャート         | 最高順位 | 登場週数 | 売上数   | 出典  |
| ---------------- | -------- | -------- | -------- | ----- |
| 日本（オリコン） | 2位      | 13回     | 30.8万枚 | [ 2 ] |

| 国/地域 | 認定組織         | 日付       | 認定     | 売上数   | 出典  |
| ------- | ---------------- | ---------- | -------- | -------- | ----- |
| 日本    | 日本レコード協会 | 1991年10月 | ゴールド | 200,000+ | [ 3 ] |

## リリース日一覧
| No. | リリース日     | レーベル                       | 規格         | カタログ番号 | 備考                                                                                  | 出典          |
| --- | -------------- | ------------------------------ | ------------ | ------------ | ------------------------------------------------------------------------------------- | ------------- |
| 1   | 1991年9月30日  | ソニー・ミュージックレコーズ   | CD           | SRCL-2164    |                                                                                       | [ 2 ] [ 46 ]  |
| 2   | 1991年9月30日  | ソニー・ミュージックレコーズ   | CT           | SRTL-1754    |                                                                                       | [ 2 ] [ 47 ]  |
| 3   | 1992年11月1日  | ソニー・ミュージックレコーズ   | MD           | SRYL-7023    |                                                                                       | [ 48 ]        |
| 4   | 1995年12月13日 | ソニー・ミュージックレコーズ   | CD           | SRCL-3416    | ユニコーンの逆転満塁ホームランプライスシリーズ（廉価版）                              | [ 37 ] [ 49 ] |
| 5   | 2007年12月19日 | エスエムイーレコーズ           | CD           | SECL-607     | 紙ジャケット仕様                                                                      | [ 50 ] [ 51 ] |
| 6   | 2012年10月1日  | ソニー・ミュージックダイレクト | AAC-LC       | -            | デジタル・ダウンロード                                                                | [ 52 ]        |
| 7   | 2012年10月1日  | ソニー・ミュージックダイレクト | ロスレスFLAC | -            | デジタル・ダウンロード                                                                | [ 53 ]        |
| 8   | 2012年12月5日  | エスエムイーレコーズ           | CD           | SECL-1237    | CD-BOX『UNICORN SME ERA - remasterd BOX』収録、紙ジャケット仕様、デジタルリマスター版 | [ 54 ] [ 55 ] |
| 9   | 2017年12月6日  | キューンミュージック           | CD           | KSCL-2987    | 完全生産限定CD-BOX『UC30 若返る勤労』収録、ABEDONがリマスタリングを担当               | [ 56 ] [ 57 ] |
| 10  | 2017年12月6日  | ソニー・ミュージックレーベルズ | AAC-LC       | -            | 『UC30 若返る勤労』収録盤と同内容のデジタル・ダウンロード版                           | [ 58 ]        |
| 11  | 2017年12月6日  | ソニー・ミュージックレーベルズ | ロスレスFLAC | -            | 『UC30 若返る勤労』収録盤と同内容のデジタル・ダウンロード版                           | [ 59 ]        |